# Chlidones albostrigatus
Chlidones albostrigatus là một loài bọ cánh cứng trong họ Cerambycidae.